# Ochotona iliensis
Ochotona iliensis är en däggdjursart som upptäcktes 1983 och som beskrevs vetenskapligt av Li och Ma 1986. Ochotona iliensis ingår i släktet Ochotona och familjen pipharar. IUCN kategoriserar arten globalt som starkt hotad. Inga underarter finns listade i Catalogue of Life.
Arten är endemisk för bergskedjan Tianshan i regionen Xinjiang, i nordvästra Kina. Utbredningsområdet ligger 2800 till 4100 meter över havet.
Denna piphare blir 19 till 20 cm lång (huvud och bål) och den väger 200 till 250 g. En svans saknas. Bakfötterna är cirka 4,2 cm lång och öronen är ungefär 3,6 cm stora. Pälsen är huvudsakligen spräcklig gråvit på ovansidan och mindre spräcklig på buken. Typiskt är en rödaktig krage kring halsen och några rödaktiga fläckar på hjässan samt på ryggen.
Arten stannar främst i sina underjordiska bon. Den är främst dagaktiv under vintern samt nattaktiv under andra årstider med större variation. Fortplantningen sker mellan maj och september med ett fåtal ungar per kull. Ungarnas uppfostring sker ofta i naturliga hålrum i klippor. Födan utgörs av gräs och örter.
Efter den ursprungliga beskrivningen hittades fram till 2014 inga exemplar. Arten återupptäcktes med hjälp av kamerafällor.